# شهرستان سمیکاراکورسکی
شهرستان سمیکاراکورسکی (به لاتین: Semikarakorsky District) یک شهرستان در روسیه است که در استان روستوف واقع شده‌است.